# Fort McPherson
Fort McPherson – miejscowość w Kanadzie, w Terytoriach Północno-Zachodnich. Według danych na rok 2016 liczyła 700 mieszkańców.